# Hrvatska demokršćanska stranka
Hrvatska demokršćanska stranka (HDS) politička je stranka osnovana s ciljem da se Republika Hrvatska uredi na načelima kršćanske demokracije.

## Osnutak
Stranka je osnovana u Zagrebu 21. veljače 2009. godine, spajanjem Hrvatskih demokršćana, Hrvatske kršćanske demokratske stranke i Hrvatskih proljećara. Za predsjednika stranke izabran je dr. Goran Dodig, a za potpredsjednike Ante Ledić i Petar Kaćunko.

## Izbori 2011.
Za izbore 2011. godine zajedno sa strankama Akcija za bolju Hrvatsku i Jedino Hrvatska – Pokret za Hrvatsku oblikovala je koaliciju Savez za Hrvatsku, koja je nastupila i protiv ulaska Hrvatske u Europsku uniju na referendumu o ulasku Hrvatske u EU. Za nositelja lista HDS-a bio je određen dr. Josip Jurčević.

## Vanjske poveznice
- Službena stranica